# Laurence Kaapama
Laurence Kaapama (15 tháng 9 năm 1983 – 10 tháng 8 năm 2013) là một hậu vệ bóng đá người Namibia. Anh thi đấu cho Dynamos FC và đội tuyển bóng đá quốc gia Namibia.

## Cái chết
Kaapama mất ngày 10 tháng 8 năm 2013. Không có thông tin được công khai nhưng nghi ngờ là do lên cơn hen.

## Câu lạc bộ
- Hotflames Windhoek
- Dynamos FC